# 派克市场
派克农贸市场或称派克市场（英語：Pike Place Market），位于美国華盛頓州西雅图市中心的派克街，是全美国最老的农贸市场。它以其中央街道派克市場街命名，該街道從派克街向西北延伸至弗吉尼亞街，位於西雅圖市中心的西邊緣。它以贩卖当地出产的农作物闻名，被称为「西雅图心脏」。派克市場是西雅图最重要的观光景点，每年吸引100多万名游客，以2007年的統計為例，共有200多个摊位、190个手工艺工匠和240个街头艺人。全球最大咖啡連鎖店星巴克（Starbucks）的第一家門店就在這個市場對面的街上。

## 歷史
派克市场建于1907年。1906年，由于当时西雅图地区的洋葱价格突然上涨了10倍，愤怒的市民要求市政府开办农贸市场，让民众直接向农民购买农产品，避免中间商的剥削。1907年8月17日，派克市场诞生。八个农民用篷车载来了他们的农作物，马上就被一万多名市民抢购一空，派克市场从此奠定了它不可取代的地位。

## 参看
- 口香糖墙